# 西炮台
西炮台，位于中国吉林省珲春市板石乡，为一个省级文物保护单位，类型为古遗址，公布时间为1981年4月20日。该文物保护单位由珲春市文物管理所管理。
西炮台的历史年代为清代。